# 나재원
나재원은 대한민국의 영화 작가이다. 

### 드라마
- 2016년 웹 드라마 《천년째 연애중》 ... 집필

### 영화
- 2020년 영화 《미스터 주: 사라진 VIP》 ... 각색
- 2024년 영화 《청설》 ... 공동각본